# Teofilakt (Rusanow)
Teofilakt, imię świeckie: Fiodor Gawriłowicz Rusanow (ur. 1765, zm. 7 czerwca?/19 czerwca 1821) – rosyjski biskup prawosławny.

## Życiorys
Ukończył seminarium duchowne w Ołońcu. Następnie uczył się w seminarium głównym przy Ławrze św. Aleksandra Newskiego w Petersburgu. W 1792 ukończył je i został w nim zatrudniony jako wykładowca poezji i retoryki; znał również język francuski. W tym samym roku złożył wieczyste śluby mnisze, przyjmując imię Teofilakt. W 1793 przyjął święcenia diakońskie, zaś w 1794 - kapłańskie. Do monasteru wstąpił nie z powołania, lecz z powodu chęci uzyskania awansu w hierarchii Rosyjskiego Kościoła Prawosławnego, który był zarezerwowany wyłącznie dla mnichów. Zamieszkując w Petersburgu, prowadził świecki tryb życia, uczestniczył w życiu towarzyskim miasta, wydawał znaczne sumy na kosztowne stroje. Szybko stał się osobą wpływową na dworze carskim.
W 1795 otrzymał godność archimandryty i został przełożonym monasteru Trójcy Świętej w Zielencu. Po roku został przeniesiony do skitu Trójcy Świętej i św. Sergiusza, również jako jej przełożony. Został ponadto katechetą w korpusie kadetów. Od 1798 do 1799 był przełożonym monasteru św. Antoniego Rzymianina w Nowogrodzie, zaś przez kilka miesięcy roku 1799 - Świętojezierskiego Wałdajskiego Monasteru Iwerskiej Ikony Matki Bożej.
30 października 1799 miała miejsce jego chirotonia na biskupa kałuskiego i borowskiego, pierwszego ordynariusza nowo powstałej eparchii; wykazał się w niej zdolnościami organizacyjnymi. Od 1806 jego stałym miejscem zamieszkania był jednak Petersburg, biskup był bowiem członkiem Świątobliwego Synodu Rządzącego. Przy pomocy swoich kontaktów i znajomości usiłował doprowadzić do usunięcia z katedry petersburskiej metropolity Ambrożego, by samemu uzyskać sprawowany przez niego urząd. Poniósł jednak klęskę, zaś wielu jego dawnych protektorów zaczęło wspierać metropolitę Ambrożego i jego protegowanego Filareta (Drozdowa) (późniejszego metropolitę moskiewskiego).
W 1808 otrzymał godność arcybiskupią, zaś w roku następnym został przeniesiony na katedrę riazańską i zarajską. Po zwycięskiej wojnie francusko-rosyjskiej roku 1812 był kierownikiem komisji przywracającej porządek w eparchiach znajdujących się na terytorium zajętym przez Wielką Armię Napoleona. W 1813 wrócił do Riazania, gdzie szczególną opieką otaczał miejscowe seminarium duchowne.
W 1817 mianowany egzarchą Gruzji, w 1819 otrzymał godność metropolity. W Gruzji rozwinął szeroką działalność misyjną. Miejscową ludność gruzińską, nawet prawosławną, postrzegał przy tym jako nieokrzesanych barbarzyńców, zaś miejscowe tradycje liturgiczne (w tym wykorzystanie języka gruzińskiego) zwalczał brutalnymi metodami, wprowadzając przy wsparciu wojska rosyjskiego obyczaje panujące w Rosyjskim Kościele Prawosławnym. 
W 1821 wystosował oficjalną prośbę do Świątobliwego Synodu Rządzącego o możliwość powrotu do Rosji w charakterze ordynariusza jednej z tamtejszych eparchii. Jednak w tym samym roku, w czasie objazdu eparchii zaraził się tyfusem, w następstwie czego zmarł.